# Inkhundla Matsanjeni Sud
L'Inkhundla Matsanjeni Sud è uno dei quattordici tinkhundla del distretto di Shiselweni, nell'eSwatini.

## Geografia antropica

### Suddivisioni amministrative
L'Inkhundla è suddiviso nei 4 seguenti imiphakatsi: Bambitje/Nsalitje, Dinabanye, Ekuphumleni, Qomontaba.